# 오오니시 모모카
오오니시 모모카(일본어: 大西 桃香, 1997년 9월 20일 ~ )는 일본의 아이돌이며, 여성 아이돌 그룹 전 AKB48의 멤버이다.
나라현 출신. 엘리게이터 소속.

## 내력
2014년 
- 4월 3일, 프로젝트 발표회에서 팀8 멤버로서 첫 피로했다.
- 8월 5일, 팀8 「PARTYが始まるよ」공연으로 극장 공연에 데뷔했다.

 2017년 
- 12월 8일, AKB48 극장에서 열린 〈AKB48 12주년 특별 기념 공연〉에서 팀4의 겸임이 발표되었다.

 2023년 
- 2월 15일, AKB48를 졸업.